# Kalendarium historii Zatoki Guantánamo

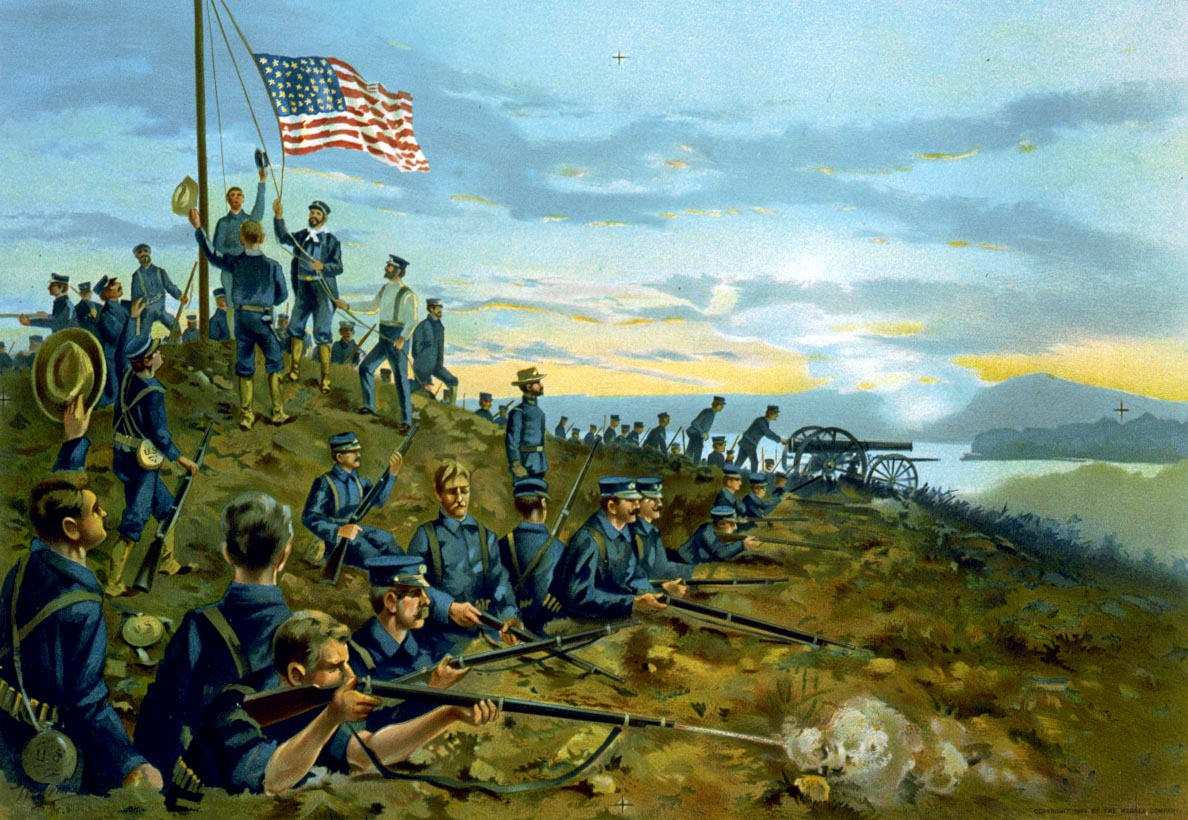
Amerykańskie wojska lądujące na Kubie

Pieczęć bazy Guantánamo

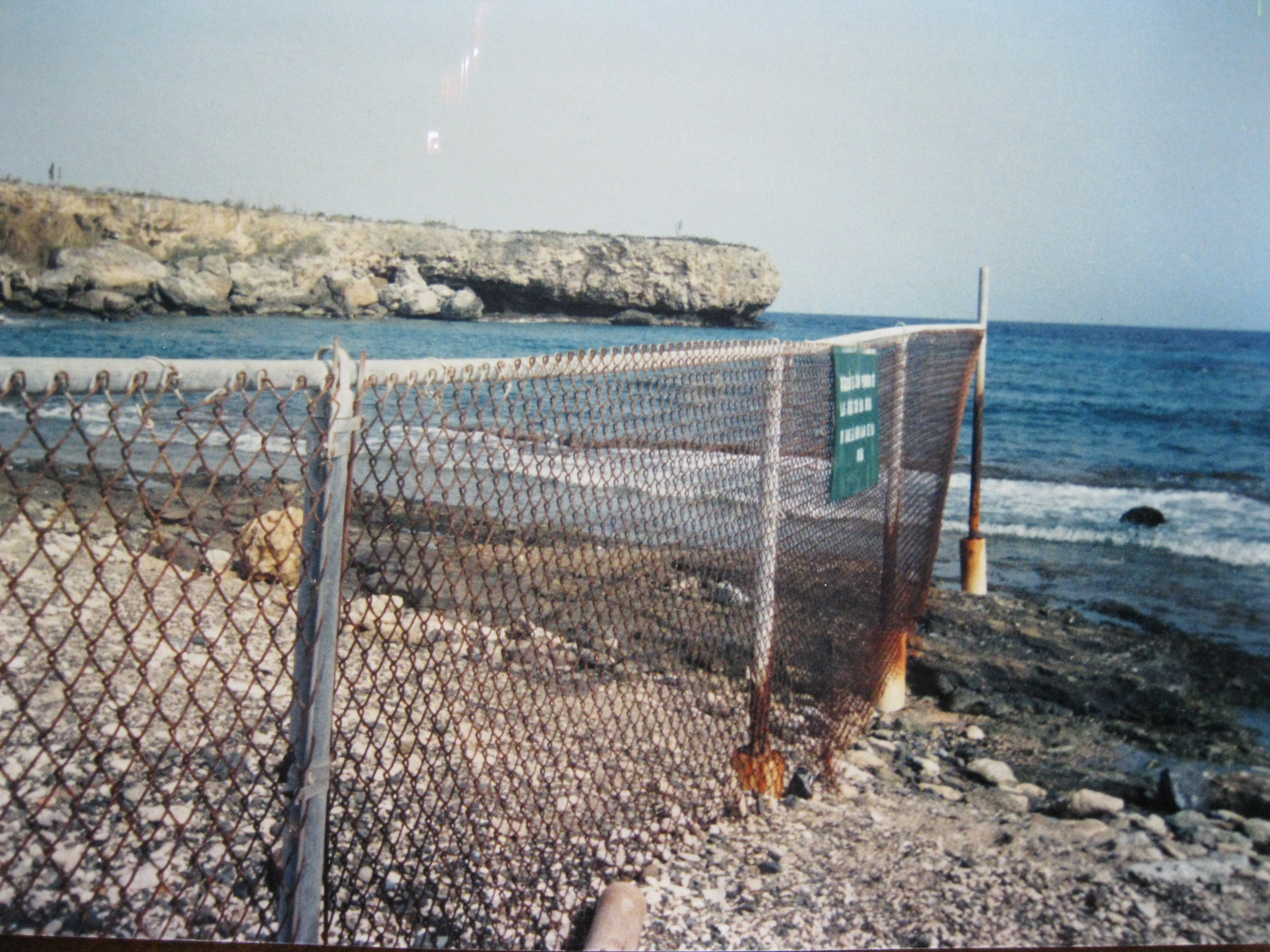
Granica amerykańsko-kubańska zwana kaktusową kurtyną

Kalendarium historii Zatoki Guantánamo – uporządkowany chronologicznie, począwszy od czasów najdawniejszych aż do współczesności, wykaz dat i wydarzeń z historii zatoki Guantánamo na Kubie.

## Okres kolonialny
- 1494 – odkrycie zatoki przez Krzysztofa Kolumba podczas jego drugiej wyprawy do Nowego Świata[1].
- 1741 – brytyjska inwazja na Kubę podczas wojny o ucho Jenkinsa i okupacja zatoki[2].
- 1898 – bitwa o zatokę Guantánamo podczas wojny hiszpańsko-amerykańskiej[3].
- 1902 – niepodległość Kuby. Na mocy poprawek Platta do konstytucji nowego państwa, baza Guantánamo ma być dzierżawiona przez USA[4].

## Dzierżawa amerykańska
- 1903 – ostateczne przekazanie zatoki Stanom Zjednoczonym[4][5].
- 1905 – początek amerykańskiej rozbudowy bazy, w tym budowa baterii nadmorskich[6].
- 1906 – początek drugiej okupacji wojskowej Kuby.
- 1934 – odnowienie dzierżawy[7].
- 1939 – odwiedzenie bazy przez prezydenta Roosevelta[8].
- 1953 – początek rewolucji kubańskiej.
- 1958 – porwanie 29 pracowników bazy przez Raula Castro[7].
- 1959 – przejęcie władzy na Kubie przez Fidela Castro. Koniec przyjmowania opłat od USA za dzierżawę i uznanie bazy w zatoce przez rząd w Hawanie za bezprawną okupację[6].
- 1961 – zerwanie stosunków amerykańsko-kubańskich[9].
- 1962 – kryzys kubański.
- 1964 – odcięcie dopływu wody do bazy przez stronę kubańską[8].
- 1976 – nowa kubańska konstytucja jednostronnie unieważnia wszystkie poprzednio zawarte traktaty międzynarodowe[8].
- 1991–1994 – haitański kryzys uchodźczy w bazie[10].
- 1994 – kubański kryzys tratwowy i zawracanie kubańskich migrantów do zatoki Guantánamo[11].
- 1996 – obecność w bazie 120 chińskich migrantów[8].
- 1997 – zawracanie do bazy nieznanej ilości Gujańczyków[8].
- 2001 – ataki na World Trace Center, zapowiedzenie wojny z terroryzmem i wykorzystania do tego zatoki Guantánamo[7].
- 2002 – założenie więzienia Guantánamo[12].
- 2006 – imiona osadzonych w więzieniu zostają upublicznione[8].
- 2009 – prezydent Barack Obama nakazuje zamknąć więzienie w przeciągu roku, tak się jednak nie dzieje[8].
- 2013 – strajk głodowy w więzieniu[13].
- 2020 – w marcu wykryto pierwszy przypadek COVID-19 w bazie[14].